# مثالية مجاوزة

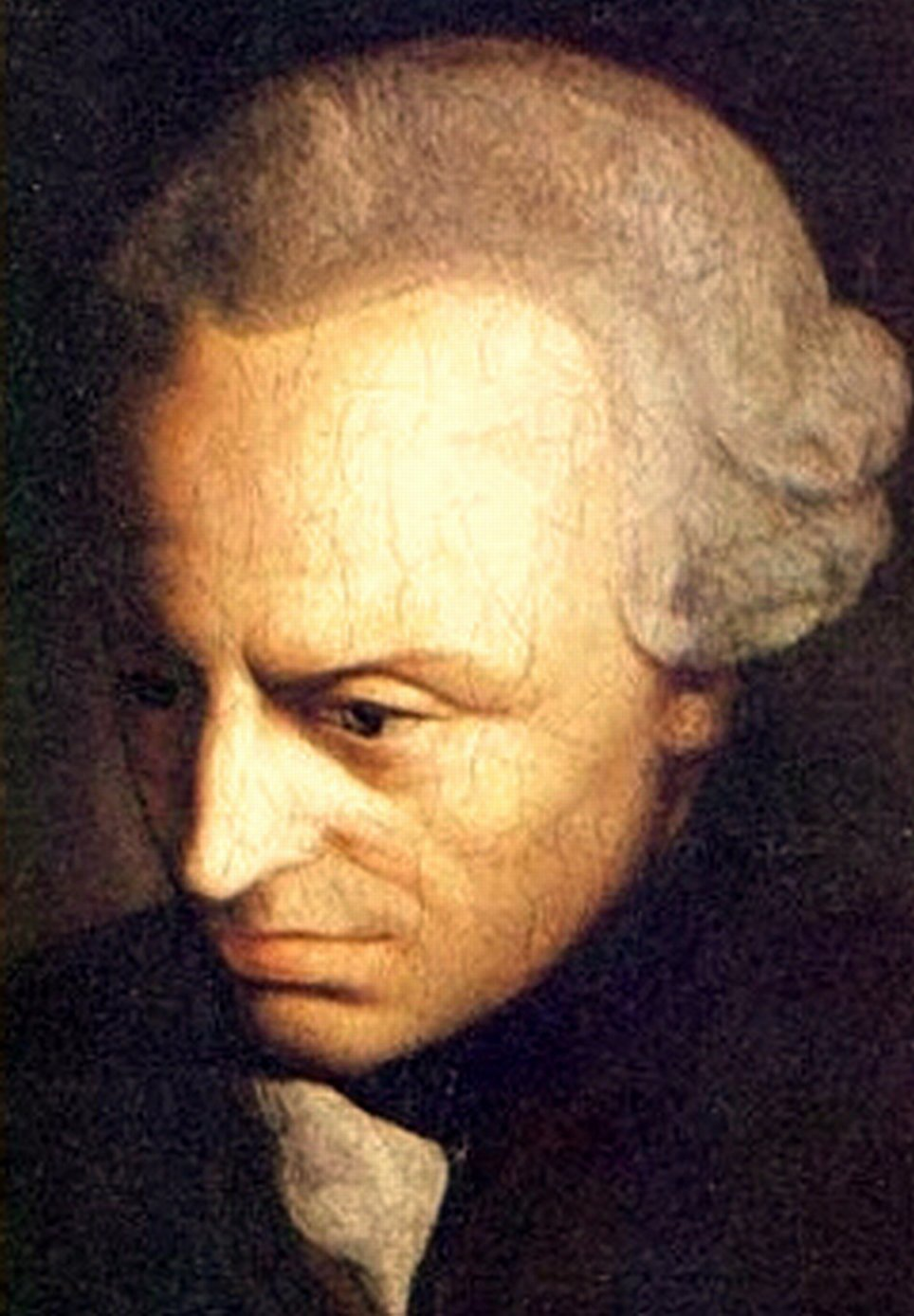

المثالية المُجاوِزة (بالإنجليزية: Transcendental idealism) عقيدة فلسفية أسسها الفيلسوف الألماني إيمانويل كانط (عَمانُوئيل كنط) في القرن الثامن عشر الميلادي، حيث برز مذهب كانط في كتابه نقد العقل المحض الذي تم نشره عام 1781، فيعتقد كانط بأن الشخص الواعي لا يُدرك الأشياء في حد ذاتها، ولكن من خلال ظهورها حسب ما ندركها بحواسنا، وبالتالي يُقيد كانط إدراكنا للمظاهر من خلال حواسنا فقط. لا نمتلك أي قدرة على إدراك الأشياء كما هي في حد ذاتها، أي استحالة إدراكنا للأشياء كما لو أنها مستقلة عننا ولا تتداخل مع معرفتنا. فالروابط التي تربط الظواهر مع بعضها مثل المكان والزمان والسببية ليس لها وجود خارج كيانتنا المعرفية وليست منفصلة عن الظواهر المحيطة بنا، فهذه الروابط تعتمد في وجودها على العقل الكلي وتنشأ من خلاله. فعقيدة كانط يتم تلخيصها على اعتمادها على فكرة أن الزمان والمكان والسببية ليست كيانات موجودة بشكل مستقل، ولكنها الروابط العقلية اللازمة للتداخل مع الظواهر والعالم المحيط.

## خلفية عامة
على الرغم من تأثير عقيدة كانط على الفلسفة الألمانية اللاحقة بشكل كبير، فإن تفسير هذه العقيدة كانت محل جدال بين فلاسفة القرن العشرين. أبرز كانط عقيدته في كتاب ( نقد العقل المحض ) حيث وضح فكرته وميزها عن الأراء الفلسفية المعاصرة مثل الواقعية والمثالية، لكن الفلاسفة اللاحقون له لم يتفقوا على تميز فكرة كانط بشكل واضح عن الفلسفات المعاصرة له. يربط بعض الفلاسفة بين المثالية المجاوزة والمثالية الشكلية على أساس بعض المقدمات النقدية الواردة في كتاب ‹‹مقدمة تمهيدية للميتافيزقيا المستقبلية»  ( وهو مقالة قصيرة يشرح فيها كانط بعض أراءه عن كتابه نقد العقل الخالص)، بالرغم من أن الأبحاث الحديثة تعترض على هذه الرأي. وتبنى المثالية المجاوزة بعض الفلاسفة الألمان اللاحقين على كانط مثل (يوهان غوتليب فيشت)، و(فريدريك فيلهلم جوزيف فون شيلينغ)، و(آرثر شوبنهاور)، وفي أوائل القرن العشرين بعض الفلاسفة مثل ( إدموند هوسرل) الذي تبنى شكل جديد من المثالية التجريبية المجاوزة.

## مثالية كانط المجاوزة
يستعرض كانط طرق استكشافنا للأشياء من حولنا وادراكنا للزمان والمكان والتفاعل معهما. فقبل كانط توصل بعض المفكرين مثل (ليبنتز) إلى استنتاج مفاده أن الزمان والمكان ليسا أشياءَ موجودة ولكن يتم استنتاجهما من خلال العلاقات بين الأشياء فقط. بينما أكد مفكرون آخرون ومن بينهم (إسحق نيوتن) بأن الزمان والمكان موجودان بشكل حقيقي. توصل (ليبينتز) إلى طريقة فهم مختلفة تمامًا للكون والأشياء الموجودة فيه، فحسب إحدى كتابات (ليبينتز) التي يشرح فيها أفكاره الفلسفية المتأخرة وهي مخطوطة «Monadology»، فإن كل الأشياء التي يعتقد البشر على أنها نتاج تفاعل الأفراد مع الأفكار العقلية مثل ( مواقعهم بالنسبة للزمان والمكان) تكون في الأساس في عقل الواحد المتعالي (الله) ولا يمكن أن نتصور وجودهم في الكون ككيانات مجردة.
حسب الواقعيين تتصل الأشياء الفردية مع بعضها عن طريق روابط  وعمليات فيزيائية، وتربط تلك العمليات الأشياء مع الأدمغة البشرية، ومن ثَم توجه الدماغ البشرية نحو سلسلة من الأفعال المحددة تجاه تلك الأشياء وتصحح رؤية الدماغ البشرية نحوها، ومعرفتها بيها.أدر  ككانط المشاكل الناجمة من تلك الرؤية الواقعية، فمع تأثره بفيزياء نيوتن، وإدراكه لوجود سلسلة من التفاعلات المادية بين الأشياء المُتصورة وتلك التي نتصورها بالفعل، إلا أن العقل يستقبل البيانات الواردة إليه ويحللها ويعالجها مما يُحدث اختلافا بسيطًا عن البيانات الخارجية الأصلية. 
«إذا ما حاولنا أن نبقى في إطار ما يُمكن إثباته بواسطة الحُجة الكانطية، فيُمكننا القول أنه من الممكن إثبات الواقع التجريبي من خلال الزمان والمكان، أي أن جميع الموضوعات التي تقع في إطار الفيزياء والرياضيات صالحة، إلا أن هذه الحقيقة التجريبية تتضمن المثالية المُتعالية التي تنص على أن الزمان والمكان مكنونات عقلية ناشئة من الحدس البشري، ويمكن إثبات فعاليتهما على أنهما مفيدان لإدراك الأشياء كما تظهر لنا وليس كما هي في ذاتها».
من الواضح أن المكان والزمان بدلًا من كونهما أشياء حقيقية بحد ذاتها أو مظاهر يُمكن إدراكها تجريبيًا، إلا إنهما من أشكال الحدس ونستخدمهما لإدراك الأشياء، وبالتالي لا يُمكن إثبات وجودهما ككيانات جوهرية مستقلة، وبالرغم من أنها أشياء ذاتية أو شخصية لكل فرد على حدى إلا أنها ضرورية، شريطة أن يكون ذلك الكائن مظهرًا وليس شيئًا في حد ذاته. يتعامل البشر بالضرورة مع الأشياء المُحيطة بهم على أنها موجودة في حيز مكاني وزماني، وهذا شرط ضروري ليدرك الإنسان ويفهم ما حوله كأشياء مكانية وزمانية على حد سواء. «المثالية المُتعالية هي العقيدة التي تنص على أن المظاهر موجودة ولكن بشكل ظاهري وليس كما هي في حد ذاتها، وبالتالي فإن الزمان والمكان مجرد أشكال عقلية لحدسنا». ويناقش كانط ادعاءاته في قسم خاص من كتابه (نقد العقل الخالص) تحت عنوان (جماليات المثالية المُتعالية)، حيث خصص هذا القسم للتحقق من الشروط السابقة لاستخدام الإنسان لحواسه كأدوات معرفية، بينما يتعلق القسم التالي من الكتاب والمُعنون بأسم (منطق المثالية المجاوزة) بطرق التفكير في الأشياء وإدراكها.

## مرجعية تاريخية
أشار (كزينوفانيس) من (كولوفون) عام 530 ق.م لنظرية المعرفة الكانطية من خلاله تأملاته عن اليقين، فيصرح (كزينوفانيس) «لم يرى أحد الحقيقة، ولن يكون هناك رجل أبدًا يعرف كل الأشياء عن الآلهة وعن كل الأشياء التي ذكرتها، فحتى لو استطاع أن يُصرح بما هو صحيح تمامًا دون أي زيف، فإنه لن يكون قادر على ادراك تلك الأشياء الصحيحة في ذاتها، والأراء الظاهرة ثابته للأبد على كل الأشياء». وقد يعتقد بعض البوذيين في تفسيراتهم خلال العصور الوسطى في الهند، وأبرزهم (دارماكيرتي) على أنهم مثاليون متعاليون. وبالرغم من تبنيهم الفلسفة العدمية، إلا أنهم اتفقوا مع المثالية المجاوزة في تعالي عقولهم عن المادة، وتميزها عن الذرات. ويحاول بعض البوذيين مساواة العقول بذرات الواقع العدمي، ولكن دون وجود أي تفسير لكيفية حدوث ذلك، على الرغم من أن الأدبيات البوذية تتعامل مع العقول والذرات على أنهما منفصلين عن بعضهما، وهذا يجعل موقفهم الفكري مُشابه تمامًا للمثالية المجاوزة، التي تشبه فلسفة كانط من خلال تواجد الأشياء فقط في صورتين، إحداهما في حد ذاتها (مشابهة إلى حد كبير الذرات لدى الفلسفة العدمية)، والأخرى من خلال خصائصها الظاهرية.

## شوبنهاور
اعتبر  شوبنهاور مثالية كانط المجاوزة كنطقة انطلاق لفلسفته الخاصة، والتي يقدمها من خلال كتابه (العالم إرادة وتمثل)، حيث يصف شبونهاور المثالية المجاوزة بإيجاز بأنها «نقطة التمييز بين ظواهر الأشياء، والأشياء في حد ذاتها» مع اعترافه بأن هذه الظواهر فقط هي التي يُمكننا الوصول إليها لأننا «لا نعرف أنفسنا ولا نعرف الأشياء كما هي في حد ذاتها، ولكن من خلال كيفية ظهورها لنا»، وما يلي بعض تعليقات شوبنهاور حول تعريف كلمة (متعالي) 
«المثالية المجاوزة، هي الفلسفة التي تجعلنا ندرك حقيقة أن القوانين القبلية الأولية والضرورية لفهم هذا العالم متأصلة في عقولنا وبالتالي معروفة سلفًا، ويُطلق على تلك الفلسفة أسم (المجاوزة)؛ لأنها تتجاوز خيالاتنا وأوهامنا لأصول مداركنا وتفكيرنا. لذلك، كما قلت فإن نقد العقل الخالص والفلسفة النقدية بشكل عام ( أو الكانطية بشكل أدق) هي الفلسفة المجاوزة». ويستطرد شوبنهاور بعد ذلك في الفقرة الثالثة عشر حول عقيدة كانط عن مثالية الزمان والمكان: «قبل كانط، يمكن القول أننا كنا نمر  خلال الوقت، أما بعده فالوقت هو الذي يمر خلالنا، ففي الحالة الأولى فإن الوقت حقيقي ونستهلكه، أما في الحالة الثانية فالوقت مثالي، ويكمن بداخلنا».
ولعل هذه الفقرات مقارنة لشوبنهاور بين فلسفة كانط النقدية المجاوزة مع فلسفة ليبنتز العقائدية.
«الفلسفة النقدية مع كانط ظهرت كخصم لدود للفلسفة وطريقة التفكير العقائدية برمتها، فتهتم بشكل رئيسي بالمشاكل المتعلقة بالحقائق الأبدية مثل مبدأ التناقض ومبدأ العقل المحض الكافي، وهذه الحقائق هي أساس كل بنية عقائدية، فعندما تتحقق من أصول تلك العقائد تجد مصدرها هو رأس الإنسان. فتنبع هذه الحقائق من أنماط التفكير التي تنتمي إليها في العقل الإنساني، الذي يحملها من أجل إدراك العالم المحيط، وما على المخ الإنساني إلا بتزويد تلك الحقائق بالروابط اللازمة لصنع هيكل تفكيري وإدراكي متكامل يُمثل عقيدة ثابتة وراسخة. ولكي تصل الفلسفة النقدية لتلك النتيجة ما كان عليها سوى أن تتخطى تلك الحقائق الأبدية التي استندت عليها كل العقائد السابقة، لدرجة أن تلك الحقائق أصبحت بنفسها موضوع البحث في حد ذاته، ومن هنا أصبحت الفلسفة مجاوزة. ويتبع كل ذلك أن العالم الموضوعي كما ندركه لا ينتمي إلى كيانات حقيقية، ولا يُجرك في حد ذاته، بل ما يُدرك منه هو مجرد ظواهر وأعراض، وتلك الأعراض مرتبطة ومشروطة بتلك الحقائق الموجودة في الدماغ البشري، وبالتالي لا يُمكن أن يحتوي العالم على أي شئ سوى الظواهر والأعراض».
النص مٌقتبس من كتاب (العالم إرادة وتمثل) – المجلد الأول – فصل (نقد الفلسفة الكانطية)

## بيتير فريديك ستراوسون
يعتقد السيد. بيتير ستراوسون في كتابه (حدود الحواس)، بأنه عند قبول محتوى كتاب كانط النقدي لأول مرة، فسوف ترفض معظم حدد كانط الأساسية، بما في ذلك حجج المثالية المجاوزة، حتى كانط لو اتبع حججه كلها وتداعياتها، لرأى بنفسه الكثير من التناقضات المُتضمنة داخل تلك الحجج. يرى ستراوسون بأن الحجة التحليلية لاستنباط نتائج التعالي الفلسفي، هي الفكرة والحجة الأكثر قيمة فيما قدمه كانط في نصه، ولكن في النهاية فالمثالية المجاوزة خطأ لا مفر منه. فعند قراءة أعمال ستراوسون ( المُفضلة أيضًا لبول غاير، وراي لنغتون)، تجد أن مُصطلح «الظواهر» الكانطية ( عند ترجمتها حرفيًا ستكون هي الأشياء التي يُمكن رؤيتها، والمعنى باليونانية هي التي يُمكن مُلاحظتها) يشير إلى عالم الأشياء المحسوسة أو عالم المظاهر، ويتم تمييز تلك الأشياء على أنها ‹ظواهر› لتذكير القارئ بأن الناس يخلطون بين الظواهر المنبثقة من الأشياء، وبين الأشياء في حد ذاتها، حتى وإن كانت تلك الأشياء بعيدة عن تصوراتنا العقلية. فالشروط القبلية للقيام بالتجربة العقلية، وتلك المكونات العقلية التي يجلبها معهم البشر لفهم ذلك العالم، بالإضافة لأشكال الإدراك العقلي مثل الزمان والمكان، هي التي تجعل الأحكام القبلية ممكنة. ولكن كل هذه العمليات تفشل في مساعدة الإنسان في إدراك ما يقع خلف الحواس ( الأشياء في حد ذاتها)، فنظام كانط الفلسفي يتطلب وجود نومينون (كيان متواجد في حد ذاته، ولا يُمكن إدراكه بواسطة الأحساس البشري) بعيدًا عن الحس البشري.
يعترض ستراوسون على هذا المفهوم، الذي يشير إلى الأشياء التي لا معنى لها، والتي لا يُمكننا أن نفهمها بشكل حقيقي.

## اقرأ أيضاً
- مثالية
- فلسفة مجاوزة